# كورنيليوس هارنيت
كورنيليوس هارنيت (بالإنجليزية: Cornelius Harnett) هو قاضي وسياسي أمريكي، ولد في 20 أبريل 1723 في الولايات المتحدة، وتوفي بنفس المكان في 28 أبريل 1781.